# Kentucky Route Zero
Kentucky Route Zero är ett surrealistiskt peka-och-klicka äventyrsspel uppdelat i episoder, utvecklat och utgivet av  Cardboard Computer, en oberoende spelstudio bestående av Jake Elliott och Tamas Kemenczy.
Handlingen kretsar kring Conway, en lastbilschaufför, och de mystiska personer han möter då han försöker korsa den fiktiva vägen Route Zero när han ska leverera produkter från möbelbutiken han jobbar för. 
Spelet är fördelat på fem akter. Den första akten gavs ut den 7 januari 2013 och gjordes tillgängligt på spelstudions hemsida och på Steam. Det blev också möjligt att köpa alla fem akterna som ett samlat paket. Hittills har de fyra första akterna släppts.

## Synopsis
Conway, en lastbilsförare, jobbar med frakt på en antikvitetshandel som ägs av en kvinna som heter Lysette. Han får i uppdrag att göra en leverans till 5 Dogwood Drive och färdas på vägarna i Kentucky för att hitta adressen. Han har sällskap av sin hund som spelaren får namnge. Efter att ha letat efter platsen inser Conway att han kört vilse och stannar vid en gammal nedsläckt bensinstation, "Equus Oils".      

## Spelupplägg
Kentucky Route Zero är ett peka-och-klicka-spel och innehåller textbaserad dialog istället för röster. Det förekommer inga traditionella pussel eller utmaningar, utan fokus ligger istället på historieberättande och atmosfär. Spelaren kontrollerar Conway genom att klicka på skärmen och därigenom antingen guida honom till en annan plats eller för interaktion med andra karaktärer eller objekt. Spelaren har också möjlighet att välja Conways dialog och stundtals också dialogen hos de andra karaktärerna under konversationerna. Kentucky Route Zero utspelar sig på olika platser som Conway kan resa mellan med sin lastbil. En karta visas när färden går på vägen och spelaren måste styra ikonen för lastbilen till den valda destinationen. Ofta är detta ett område som spelaren blivit utskickad till. Vid vissa tillfällen kan spelaren ta kontroll över andra karaktärer än Conway, och spelet har ett "twist"-liknande, självrefererande narrativ.
Spelet har klassificerats inom den ibland nedsättande genren promenadsimulator.

## Utveckling
| Utvecklarna Jake Elliott |  | och Tamas Kemenczy |
| Utvecklarna Jake Elliott |  | och Tamas Kemenczy |

För att få tillräckligt med pengar till spelet lades projektet ut på Kickstarter, en hemsida för gräsrotsfinansiering. Det uppsatta målet på $6 500 överskreds och totalt samlades $8 583 in. Utvecklingen av spelet påbörjades och en trailer släpptes den 17 oktober 2012. 
Under de tidiga stadierna av utvecklingen influerades spelutvecklarna av verk av Gabriel García Márquez och Flannery O'Connor. De tittade också på och inspirerades av teatermanuskript, som hjälpte dem i utvecklandet av karaktärerna, dialogen, designen av miljöerna och förhållandet mellan rum, ljussättning och rörelse.
Musiken i spelet är komponerad, producerad och mixad av Ben Babbitt. Soundtracket rör sig bland annat över genrerna ambient, klassisk och elektronisk musik.

## Mottagande
Kentucky Route Zero har tagits emot väl av recensenter. GameSpot kallade det "vackert och mystiskt nog för att gripa tag om dig", och IGN beskrev det som "ett jäkligt fint exempel på vad som gör datorspelsmediet så speciellt." PC Gamer uttryckte att "Andra äventyr får dig att bestämma en karaktärs öde, deras framgångar eller misslyckanden. Kentucky Route Zero gör en poäng genom att få dig att beskriva deras inre istället - och, i förlängningen, även dig själv", och sammanfattade spelet som "En kraftfullt suggestiv och vacker underkategori av rutinmässiga peka-och-klicka, men emellanåt ogenomskinlig och disorienterande."
Game Developers Choice Awards gav Kentucky Route Zero: Episode 3 priset för Bästa Narrativ 2015.